# Prêmio da combatividade do Tour de France
O prêmio da combatividade ao Tour de France é uma classificação secundária do Tour de France. Em 1951 começou-se a premiar os mais combativos da cada etapa mas não foi até 1956 que se concedeu o prêmio por toda a volta. A diferença das outras classificações, não há um maillot específico pelo corredor mais combativo, senão que o mais combativo da cada etapa obtém a etapa seguinte sua dorsal em cinzento sobre fundo vermelho, em lugar do habitual negro sobre fundo branco.

## Palmarés
| Ano  | Ciclista              | Equipa                   | Pontos | Outros maillots         |
| ---- | --------------------- | ------------------------ | ------ | ----------------------- |
| 1956 | André Darrigade       | França                   | 175    | -                       |
| 1957 | Nicolas Barone        | Ile-de-France            | ?      | -                       |
| 1958 | Federico Bahamontes   | Espanha                  | ?      | -                       |
| 1959 | Gérard Saint          | Oeste-Sur-Oeste          | 243    | -                       |
| 1960 | Jean Graczyk          | França                   | ?      | Pontos                  |
| 1961 | Oeste-Sur-Oeste       | Oeste-Sur-Oeste          | ?      | -                       |
| 1962 | Eddy Pauwels          | Wiel's-Groene Leeuw      | ?      | -                       |
| 1963 | Rik Van Looy          | G.B.C.-Libertas          | ?      | Pontos                  |
| 1964 | Henry Anglade         | Pelforth-Sauvage-Lejeune | ?      | -                       |
| 1965 | Felice Gimondi        | Salvarani                | 80     | General                 |
| 1966 | Rudi Altig            | Molteni                  | 124    | -                       |
| 1967 | Désiré Letort         | França                   | ?      | -                       |
| 1968 | Roger Pingeon         | França                   | ?      | -                       |
| 1969 | Eddy Merckx           | Faema                    | ?      | General Pontos Montanha |
| 1970 | Eddy Merckx           | Faemino-Faema            | 366    | Montanha                |
| 1971 | Luis Ocaña            | Bic                      | ?      | -                       |
| 1972 | Cyrille Guimard       | Gan-Mercier              | ?      | -                       |
| 1973 | Luis Ocaña            | Bic                      | ?      | General                 |
| 1974 | Eddy Merckx           | Molteni                  | ?      | General                 |
| 1975 | Eddy Merckx           | Molteni                  | ?      | -                       |
| 1976 | Raymond Delisle       | Peugeot-Esso-Michelin    | ?      | -                       |
| 1977 | Gerrie Knetemann      | TI-Raleigh               | ?      | -                       |
| 1978 | Paul Wellens          | TI-Raleigh               | ?      | -                       |
| 1979 | Hennie Kuiper         | Peugeot-Esso-Michelin    | ?      | -                       |
| 1980 | Christian Levavasseur | Miko-Mercier             | ?      | -                       |
| 1981 | Bernard Hinault       | Renault-Elf              | 25     | Geral                   |
| 1982 | Régis Clère           | Coop-Mercier             | 31     | -                       |
| 1983 | Serge Demierre        | Cilo-Aufina              | ?      | -                       |
| 1984 | Bernard Hinault       | A Vie Claire-Terraillon  | ?      | -                       |
| 1985 | Maarten Ducrot        | Kwantum Achem-Yoko       | ?      | -                       |
| 1986 | Bernard Hinault       | A Vie Claire-Radar       | ?      | Montanha                |
| 1987 | Régis Clère           | Teka                     | ?      | -                       |
| 1988 | Jérôme Simon          | Z-Peugeot                | ?      | -                       |
| 1989 | Laurent Fignon        | Super Ou-Raleigh-Fiat    | 25     | -                       |
| 1990 | Eduardo Choças        | ONZE                     | 37     | -                       |
| 1991 | Claudio Chiappucci    | Carreira Jeans           | 34     | Montanha                |
| 1992 | Claudio Chiappucci    | Carreira Jeans           | 42     | Montanha                |
| 1993 | Massimo Ghirotto      | ZG Mobili-Bottecchia     | 34     | -                       |
| 1994 | Eros Poli             | Mercatone Um-Medeghini   | 34     | -                       |
| 1995 | Hernán Buenahora      | Kelme                    | 36     | -                       |
| 1996 | Richard Virenque      | Festina-Lotus            | 50     | Montanha                |
| 1997 | Richard Virenque      | Festina-Lotus            | 54     | Montanha                |
| 1998 | Jacky Durand          | Casino-Ag2r              | 94     | -                       |
| 1999 | Jacky Durand          | Lotto-Mobistar           | 61     | -                       |
| 2000 | Erik Dekker           | Rabobank                 | 99     | -                       |
| 2001 | Laurent Jalabert      | CSC-Tiscali              | 94     | Montanha                |
| 2002 | Laurent Jalabert      | CSC-Tiscali              | 100    | Montanha                |
| 2003 | Aleksandr Vinokurov   | Team Deutsche Telekom    | -      | -                       |
| 2004 | Richard Virenque      | Quick Step-Davitamon     | -      | Montanha                |
| 2005 | Óscar Pereiro         | Phonak                   | -      | -                       |
| 2006 | David da Fonte        | Saunier Duval-Prodir     | -      | -                       |
| 2007 | Amets Txurruka        | Euskaltel-Euskadi        | -      | -                       |
| 2008 | Sylvain Chavanel      | Cofidis                  | -      | -                       |
| 2009 | não atribuído         | -                        | -      | -                       |
| 2010 | Sylvain Chavanel      | Quick Step               | -      | -                       |
| 2011 | Jérémy Roy            | FDJ                      | -      | -                       |
| 2012 | Chris Anker Sørensen  | Saxo Bank-Tinkoff Bank   | -      | -                       |
| 2013 | Christophe Riblon     | AG2R La Mondiale         | -      | -                       |
| 2014 | Alessandro De Marchi  | Cannondale               | -      | -                       |
| 2015 | Romain Bardet         | AG2R La Mondiale         | -      | -                       |
| 2016 | Peter Sagan           | Tinkoff                  | -      | Pontos                  |
| 2017 | Warren Barguil        | Sunweb                   | -      | Montanha                |
| 2018 | Daniel Martin         | UAE Emirates             | -      | -                       |